# 松平千里
松平 千里（まつだいら ちさと、1992年5月19日 - ）は、日本の女優。福岡県出身。2011年2月28日まで研音に所属していた。

## 略歴
2010年9月25日、映画『君に届け』に出演。同年10月から日本テレビの『土曜ドラマ・Q10』に出演。

## 出演

### テレビドラマ
- Q10（2010年10月 - 12月、日本テレビ） - 津村由起恵 役
- ザ・ミュージックショウ（2011年1月2日、日本テレビ） - 遠山のぞみ 役

### 映画
- 君に届け（2010年9月25日公開、東宝）
- 僕達急行 A列車で行こう（2012年3月24日公開、東映） - 大空あやめ 役